# 摧邪輪

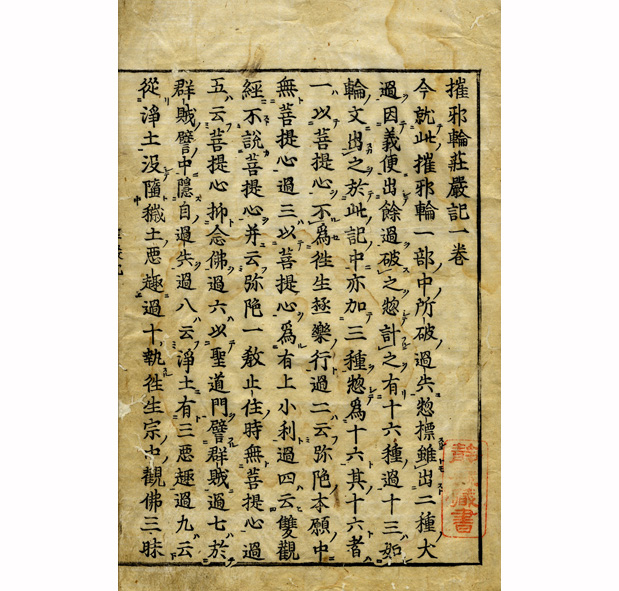
高弁『摧邪輪荘厳記』（執筆1213年、刊行1626年）

摧邪輪（ざいじゃりん）とは、鎌倉時代初期の建暦2年（1212年）、華厳宗中興の祖といわれる明恵上人高弁が法然が撰述した『選択本願念仏集』に対し、それを邪見であるとして反駁するために著述した仏教書。全3巻。書名は「邪輪（よこしまな法説）を摧（くだ）く」の意。原文は漢文。

## 筆者について
華厳宗中興の祖といわれる高弁（1173年-1232年）は、紀伊国で平重国の子として生まれ、「明恵上人」の名で知られる。文治4年（1188年）、上覚を師として出家し、東大寺戒壇で受戒した高弁は、建永元年（1206年）、後鳥羽上皇の院宣により京都北郊の栂尾に高山寺をひらいた。かれは、仏陀の説いた戒律を重んじることこそ、その精神を受けつぐものであると主張し、生涯にわたり戒律の護持と普及を身をもって実践した遁世僧である。

## 概要
『摧邪輪』の正式な表記は『於一向専修宗選択集中摧邪輪』。法然が『選択本願念仏集』にて唱えた教説、すなわち称名念仏こそが浄土往生の正業であり、もっぱら念仏を唱えることによって救われるとする専修念仏に対し、高弁は大乗仏教における発菩提心（悟りを得たいと願う心）が欠けているとして、激しくこれを非難している。
菩提心は是れ諸善の根本、万行（ばんぎょう）の尊首（そんしゅ）なり。（中略）仏道の種子（しゅじ）なり。「摧邪輪」より

### 執筆の経緯

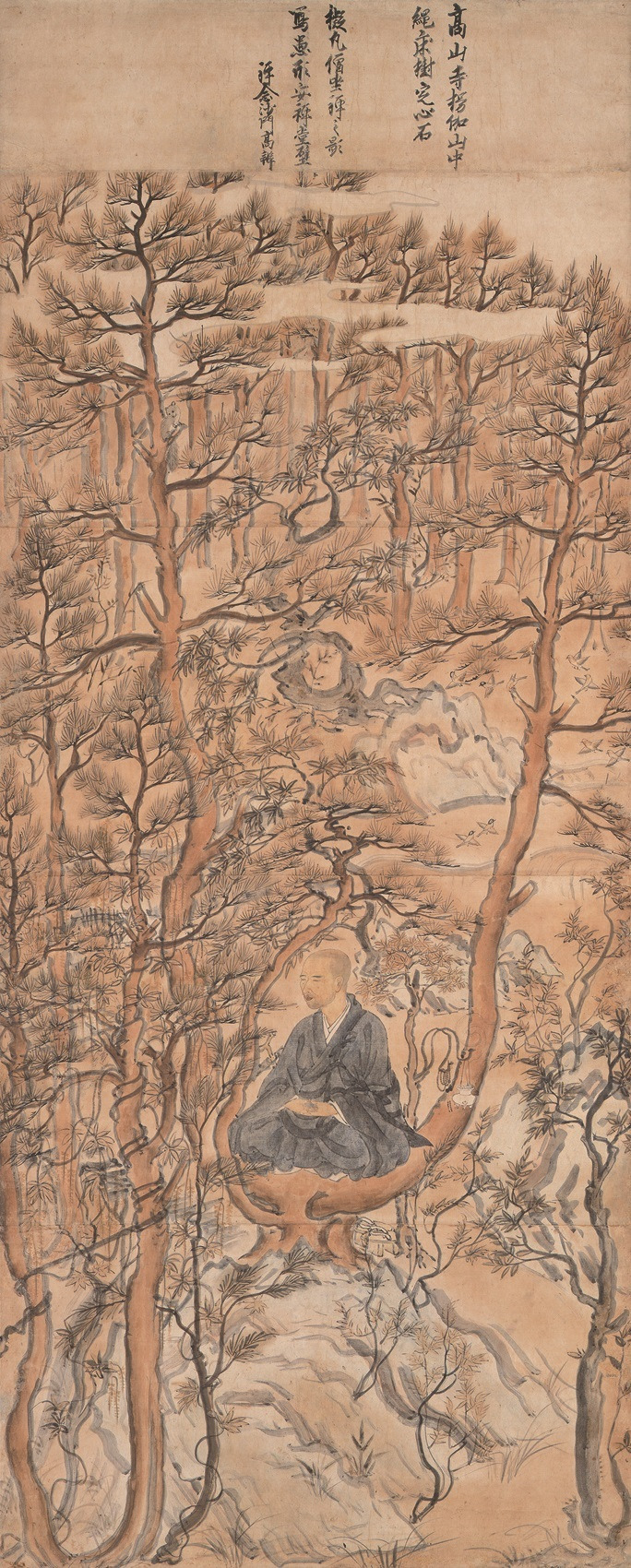
「絹本著作明恵上人像」（高山寺蔵、国宝）
----
高弁（明恵）が山中の松林の樹上で坐禅を組むすがたを、弟子の恵日房成忍が筆写したものといわれる。

高弁が『摧邪輪』を著したのは、建暦2年11月23日（グレゴリオ暦:1212年12月24日）のことであり、浄土宗の開祖法然が没した直後であった。当初高弁は、『摧邪輪』序に述べるように法然に対しては「深く仰信を懐」いており、浄土門の教徒について「聞くところの種々の邪見は、在家の男女等、上人の高名を仮りて妄説するところ」と考えて、法然に対しては批判するつもりはなく。それゆえ、法然の撰述した『選択本願念仏集』（以下『選択集』と記す）に対しても「上人の妙釈を礼」しうることを喜んだが、実際に『選択集』を被聞し、その内容を知るにおよんで、念仏門徒の「種々の邪見は皆此書より起る」と考えるようになり、その教義を批判する立場をとるようになった。

### 法然批判
九条兼実の求めに応じて撰述された『選択集』は、「弥陀の本願」たる念仏のゆえんを明らかにし、専修念仏普及の理論的著作となったが、そのなかに、菩提心を廃し、また、浄土門以外の宗派を「聖道門」と称して「群賊」にたとえることがあった。高弁は、特に「一、菩提心を撥去する過失。二、聖道門を以て群賊悪獣に譬ふる過失」の2点について法然の二大過失として厳しく批判し、これを含めた13の過失を掲げて『選択集』を批判した。
このなかで聖道門を「群賊」とたとえるのは、善導の『観経疏』における三心釈のうち廻向発願心釈において示される二河白道のたとえ（「二河白道譬」）のなかに出てくる語である。ただし、法然は廻向発願心の解釈を善導の解釈に委ねており、『選択集』では自らの解釈を述べていない。このことから法然は、聖道門をただちに群賊とするものではないとの見方も可能であるが、高弁は法然の解釈を群賊にたとえたものとして批判した。この所論には高弁の善導観が大きく作用しており、高弁は、善導の注釈は一切衆生のあらゆる機根を対象にしたものではなく、一類の凡夫を導くためのものであり、それは菩薩や諸師があらゆる機会に教えを説く方法と同様であって、説示の対象の異なる諸師間の解釈の是非を論じたものではないとし、『選択集』の内容は、正見と悪見の区別や諸法の存在意義などを考慮しない、仏教からの逸脱であるとして批判した。
より本質的には、前掲したように高弁は菩提心は仏道を求める根本であるとしており、本書の大部分は菩提心の扱い方の不適切さに対する非難にあてられている。菩提心とは、菩提（悟りや仏果）を得ようと志向実践する心を意味しており、仏道修行を志す者はすべてまず初めに菩提心を発さなければならない。菩提心を発することにより、人は菩提を求めて仏道修行の道を歩むことができるのであり、それを否定することは仏教者としての自身のあり方を否定することにほかならない。しかるに『選択集』で菩提心が否定・「選捨」されている。高弁は、「浄土家」においても発菩提心が基本とされていることを指摘したうえで、大乗仏教の基本であり、法無我平等の義に立つ菩提心を否定し、これに代えて至誠心・深心・廻向発願心の三心を浄土往生の行であると説く法然の所論は、結局のところ大乗仏教そのものの否定につながる大過失であると説く。高弁にとって、浄土教のいう信心と『華厳経』で特に高唱される菩提心とはまったく異なるものであり、法然の菩提心否定は、大乗仏教の根本理念から逸脱し、聖浄二門建立の本旨に反するだけでなく、善導の念仏思想の本義にも違背するものであった。
かくして、本書は、専修念仏に対する「聖道門」側の最初の教義的批判書となった。『摧邪輪』に先だつ元久2年（1205年）には奈良興福寺の衆徒が専修念仏の禁止を求めて朝廷に対し『興福寺奏状』を提出しているが、これはもっぱら法然と浄土教に対する社会的現象面からの批判にすぎなかったのである。なお、本書巻頭には、法然に自作の文が少ないという風聞のあることを指摘している。また、奥書には「高命を蒙り進上する」と記されているが、この「高命」とは後鳥羽上皇の命令ではなかったかという説がある。
翌建暦3年6月22日（グレゴリオ暦:1213年7月18日）には『摧邪輪荘厳記』（ざいじゃりんしょうごんき）1巻を著述し、さらに3点の論難を追加し、法然の16過失として掲げて『摧邪輪』における自らの論旨を補足した。

### 影響その他
本書に対しては、法然の門徒や門流からの反論も数種現れている。そのうち、了慧の『扶選択正論通義』『新扶選択報恩集』はいずれも『浄土宗全書』第8巻に収載されている。また、藤場俊基によれば、親鸞の『教行信証』は『摧邪輪』の法然批判に対して書かれたものであるという。

## 写本・刊本
写本には、仁和寺本（上・中は鎌倉時代）、高野山大学図書館本などがある。
刊本には、流布板本として寛永3年（1626年）の『摧邪輪荘厳記』、また、寛永年間とされる古活字本がある。
活字本としては、
- 『日本大蔵経』華厳宗章疏下
- 『浄土宗全書第8巻 選択立宗2-4』浄土宗開宗八百年記念慶讃準備局、1971年。ASIN B000J9ANR2。
- 『日本思想大系第15巻 鎌倉旧仏教』岩波書店、1971年。ASIN B000J9AKCA。新装版1995年。

などに収載されている。